# 365 (banda)
O 365 é uma banda brasileira de rock, formada em São Paulo em 1983.
Desde a formação do grupo, os músicos fizeram inúmeros shows em todo o Estado de São Paulo e outras importantes cidades brasileiras, além de antológicas apresentações em programas de TV, como o Cassino do Chacrinha, Raul Gil, Bolinha, Boca Livre, Viva a Noite, Vitrine, Fábrica do Som, Turma da Cultura, Metrópolis, Perdidos na Noite, Verão Vivo da Bandeirantes, Programa Livre, entre outros.

## História
Fundada em 1983, com os ex-integrantes da primogênita banda punk paulistana Lixomania e um ex-integrante do Psykóze, com influências do punk rock e new wave, a banda contava com Miro de Melo na bateria (ex-Lixomania e Guerrilha Urbana), Tiquinho (guitarra) e Adauto (baixo), também ex-integrantes do Lixomania, e o ex-vocalista do Psykóze, Oclinhos. Nesse mesmo período, o 365 se apresenta no festival de Juiz de Fora, ao lado de Erasmo Carlos, entre outros grandes nomes. A banda, porém, não se parecia nem um pouco com o 365 que hoje se conhece. O projeto é abandonado depois de poucas apresentações.
Em 1985, já com Mingau (ex-Ratos de Porão) no baixo, entram para banda o vocalista Carlos Finho e o guitarrista Ari Baltazar, que junto com Miro, constituem a formação definitiva da banda. Todo o repertório anterior é descartado. Finho e Ari assumem as composições da banda com um estilo voltado para o pós-punk. Sua música foi intitulada por alguns críticos como rock de combate.
Em 1986, é lançado o disco-mix contendo as músicas "São Paulo" e "Canção para Marchar". A canção "São Paulo" (Carlos Finho/Ari Baltazar) torna-se um grande sucesso e posteriormente um clássico do rock nacional. Com a repercussão positiva, em 1987 lançam seu primeiro álbum homônimo, contendo entre outras músicas, uma versão de "Grândola, Vila Morena", música do cantor e compositor português Zeca Afonso. A música original foi utilizada, na década de 70, como senha de sinalização durante a Revolução dos Cravos, em Portugal.
No ano de 1989, com o baixista Callegari (ex-Inocentes) substituindo Mingau, lançam seu segundo álbum, Cenas de um Novo País, com destaque para as músicas "Berço Esplêndido!", "Cegos Movimentos", "Anos 70" e a agregação de novos elementos ao som do grupo.
Voltaram a gravar em 1995, participando da coletânea inglesa Oi! It's a World Invasion, vol. 2, com as músicas "Pamela" (Finho e Ari) e uma versão de "Violência e Sobrevivência" do Lixomania. Após esta gravação, o baterista Miro de Melo lançou com a banda Fogo Cruzado um álbum homônimo, o vocalista Finho e o guitarrista Ari Baltazar formaram a banda M.M.D.C., participando da coletânea Urbanoise e lançando o álbum Non Ducor Duco.
Em 1998, sai a coletânea 365 - 1987/1997, organizada por Miro de Melo contendo sucessos do grupo com materiais de fitas e gravações ao vivo.
Em 2003, fez show de comemoração aos 20 anos de banda no Centro Cultural São Paulo.com Miro (bateria), Ari Baltazar, (guitarra), André Góis (vocal), Nilson Rizada (percussão e metais) e Robertinho Pallares (baixo).
Em 2005, lançam o álbum Do Outro Lado do Rio, gravado no Estúdio Midas em São Paulo. No CD contém a música "Manhã de Domingo", feita em homenagem à banda Mamonas Assassinas. O CD que contou com a participação de Mingau no contrabaixo.
Em 2012, Finho inicia carreira solo. Após pouco mais de dois anos, em agosto de 2014, Finho retorna à banda, retomando o trabalho iniciado na década de 80. Finho lança Paramita, disco solo onde ficam expostas as raízes da sonoridade e da poética do 365.
Em 2016, Finho sai novamente do grupo, que interrompe as atividades. Com isso, o baterista Miro de Melo passa a se dedicar ao seu novo projeto, intitulado Os Bregapunks e ao Lixomania. A banda retorna no ano seguinte com Miro nos vocais e com a entrada do baterista Valter Muniz.  

## Formação

### Atual
- Miro de Melo - voz
- Ari Baltazar - guitarra
- Bart Silva - bateria
- Milton Nunes Junior - baixo

## Discografia

### Álbuns de estúdio
- 365 (LP, 1987, Continental)
- Cenas de um Novo País (LP, 1990, Continental)
- Do Outro Lado do Rio (CD, 2005, Unimar Music)
- O Destino (CD, 2013, Radar Records)
- Garagem 80 (Streaming, 2024, Studio 8 Records)

### Álbuns ao vivo
- 40 Anos (Ao Vivo) (Streaming, 2023, Radar Records)

### EP
- "São Paulo"/"Canção para Marchar" (Disco-mix, 1986, Continental)

### Coletâneas
- Não São Paulo II (LP, 1986, Baratos Afins)
- 365 - 1987/1997 (CD, 1998)
- 365 - 1987/2001 (CD, 2001)
- 365 - 1987/2007 (CD, 2008)
- Sucessos em Dose Dupla: 365/Cenas de um Novo País (CD, 2011, Warner Music Brasil)[7]

### Compilações
- Oi! It's a World Invasion, vol. 2 (CD, 1995, Step-1 Music)